# Kuhne (Unternehmen)
Die Kuhne GmbH ist ein Hersteller von kunststoffverarbeitenden Maschinen und Anlagen mit Sitz in Sankt Augustin. Im Jahr 2007 beschäftigt Kuhne weltweit 300 Mitarbeiter, davon 250 in Sankt Augustin. Der Jahresumsatz betrug 90 Millionen Euro.

## Geschichte
Im Jahr 1934 gründete Heinrich Koch in einer ehemaligen Geschossfabrik in Siegburg ein Unternehmen, das sich nach kurzer Zeit auf den Formenbau spezialisierte. Während des Zweiten Weltkrieges wurden dort hauptsächlich staatliche Rüstungsaufträge bearbeitet.
Nachdem das im Krieg zerbombte Werk wieder aufgebaut worden war, stellte die Firma ihre Produktion auf Formteile für die Landwirtschaft um. Mit dem ersten Extruder (Schneckenpresse) zur Herstellung von Profilen gelang der Einstieg in die damals noch junge Kunststoffindustrie. Es wurde der erste Extruder selbst gebaut, danach spezialisierte man sich auf den Bau von vollständigen Extrusionsanlagen. 1949 wurde die erste Polycarbonat-Plattenextrusionsanlage an die Degussa geliefert, später die erste Tiefziehfolienanlage und 1960 die erste Blasfolienanlage für Polyethylen nach England.
Ab 1956 übernahm schrittweise Werner Battenfeld aus Meinerzhagen das Extruderwerk in Siegburg und übertrug deren Leitung 1959 an Walter Kuhne. 1970 übernahm Walter Kuhne im Rahmen eines Management-Buy-outs die Extrusionssparte von Battenfeld. Er gründete zunächst die Battenfeld-Kuhne Extruderwerk GmbH, die dann 1974 in die Kuhne GmbH umgewandelt wurde. Das Unternehmen führte er ab 1980 gemeinsam mit seinem Sohn Peter Kuhne.
1975 verlagerte Walter Kuhne das damalige Siegburger Extruderwerk in das Industriegebiet von Sankt Augustin. Kuhne gründete eine weitere Gesellschaft in Sankt Augustin, die Kuhne-Anlagenbau GmbH. Beide Gesellschaften erfuhren in den Folgejahren ein starkes Wachstum. Im Jahre 1998 gründete Peter Kuhne eine amerikanische Gesellschaft in Norwich (Connecticut). Walter Kuhne verstarb im Jahre 2006.